# یواس‌اس سانگامون (۱۸۶۲)
یواس‌اس سانگامون (۱۸۶۲) (به انگلیسی: USS Sangamon (1862)) یک کشتی بود که طول آن ۲۰۰ فوت (۶۱ متر) بود. این کشتی در سال ۱۸۶۲ ساخته شد.